# Novomikhàilovski
|  | Per a altres significats, vegeu «Novomikhàilovski (Adagum)». |

Novomikhàilovski o també Novomikhàilovka - Новомихайловский o Новомихайловка (rus) és un possiólok del krai de Krasnodar, a Rússia. Es troba als vessants meridionals de l'extrem oest del Caucas occidental, a la vora nord-oriental de la mar Negra, a la unió de les valls dels rius Netxepsukho i Psebe. És a 24 km al nord-oest de Tuapsé i a 88 km al sud de Krasnodar.
Pertanyen a aquest possiólok els possiolki de Sportlàgueria Elektron, Doma Ótdikha Kuban, Sanatória Txernomórie, Sanatória Àgria, Pansionata Ólguinka, Bazi Ótdikha Làstotxka i Turbazi Primórskaia, l'aül de Psebe i els pobles d'Ólguinka, Pliakhó i Podkhrebtovoie.

## Història
L'stanitsa Novomikhàilovskaia fou fundada el 1864 com un aquarterament del batalló costaner xapsug, en l'emplaçament d'un anterior aül adigués. El seu nom deriva del reducte Mikhàilovski, que protagonitzà el 1840 una heroica defensa, que es trobava en la posició de l'actual Arkhipo-Óssipovka. Després de la dissolució del batalló el 1870 la vila perdé el seu estatus de stantisa. El 13 de juny del 1966 rebé l'estatus de possiólok.